# Ri Čun-il
Ri Čun-il (hanča: 李俊一, korejsky: 리준일, * 24. srpna 1987) je severokorejský profesionální fotbalista, který v současné době hraje na pozici obránce za tým Sobaeksu.

## Klubová kariéra
Od roku 2008 hraje Ri Čun-il za klub Sobaeksu v severokorejské fotbalové lize.

## Reprezentační kariéra
Ri je součástí národního týmu od roku 2008 a hrál za něj v 36 zápasech, ve kterých nevstřelil žádný gól. Byl také součástí severokorejského týmu, který se kvalifikoval na Mistrovství světa ve fotbale 2010 v Jižní Africe.